# DAG Fabrik Bromberg

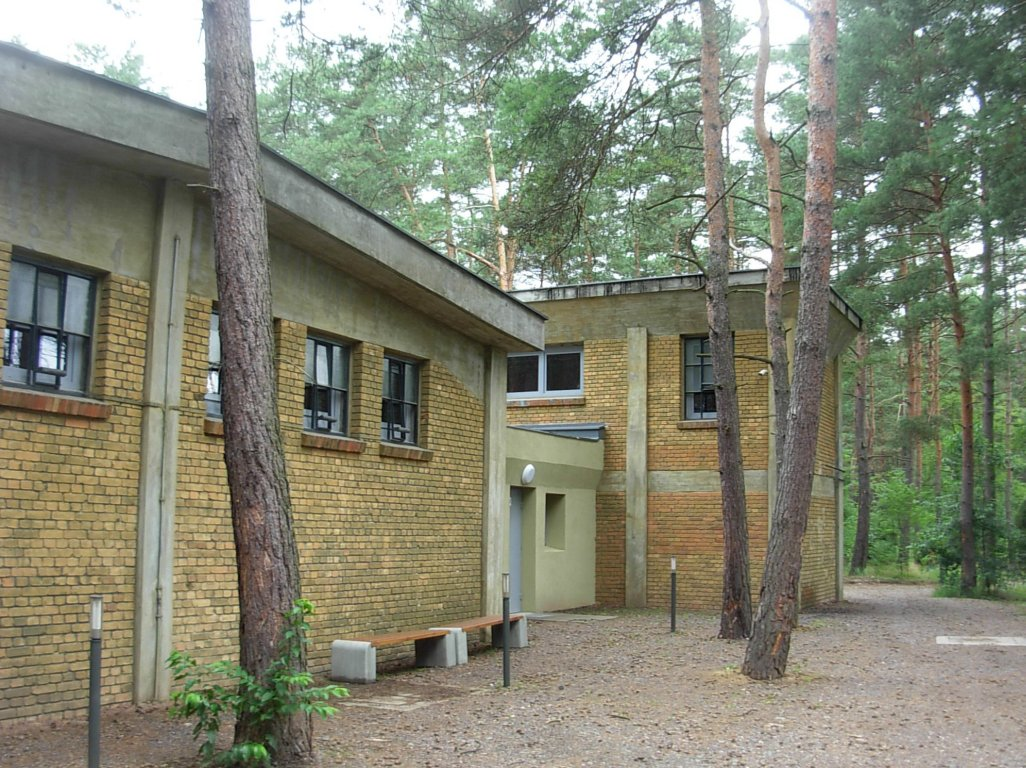
Budynek nr 1157 w strefie NGL

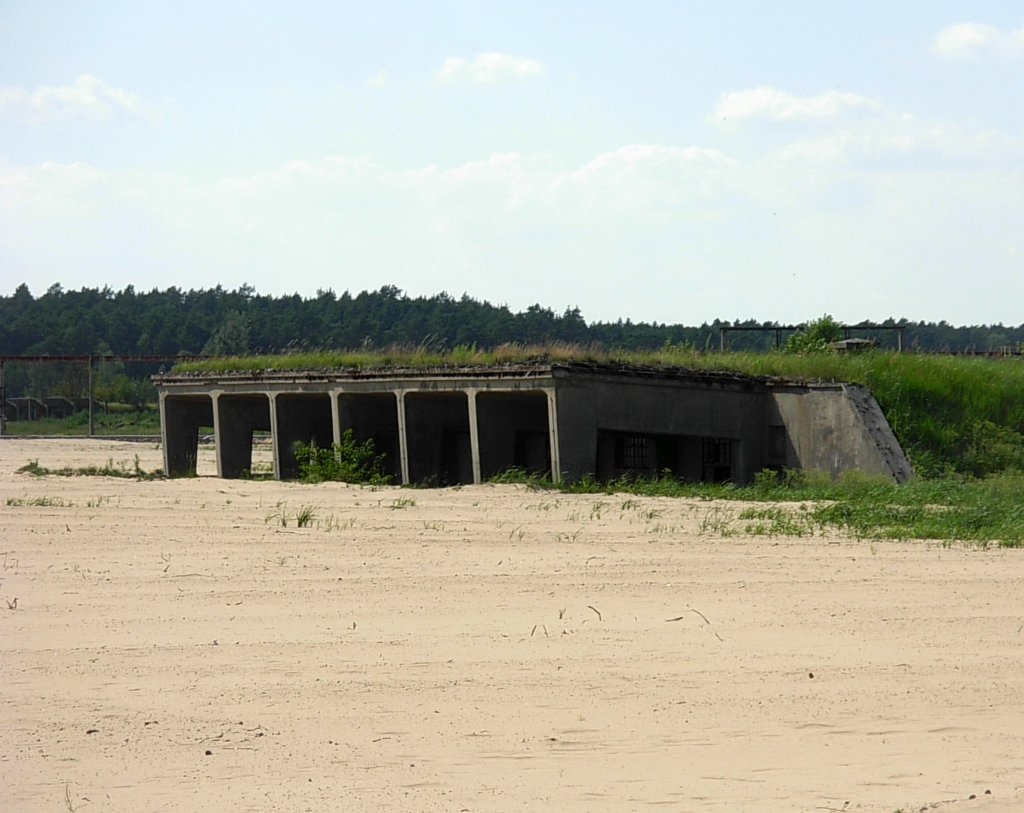
Jeden z obiektów magazynowych

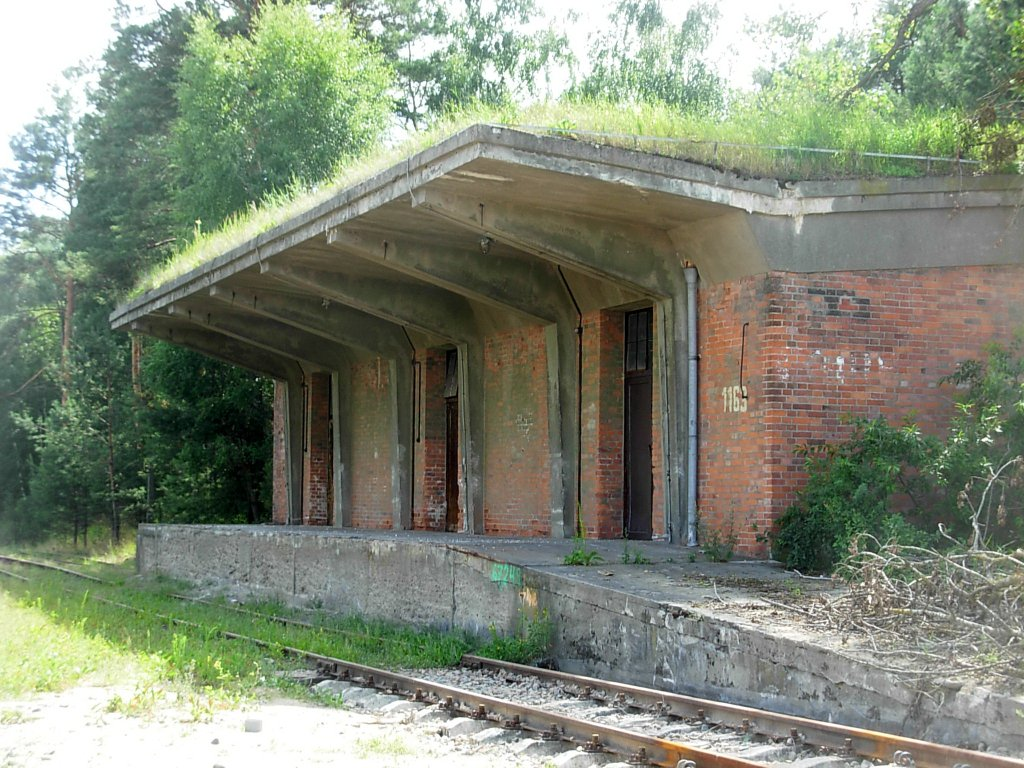
Rampa kolejowa

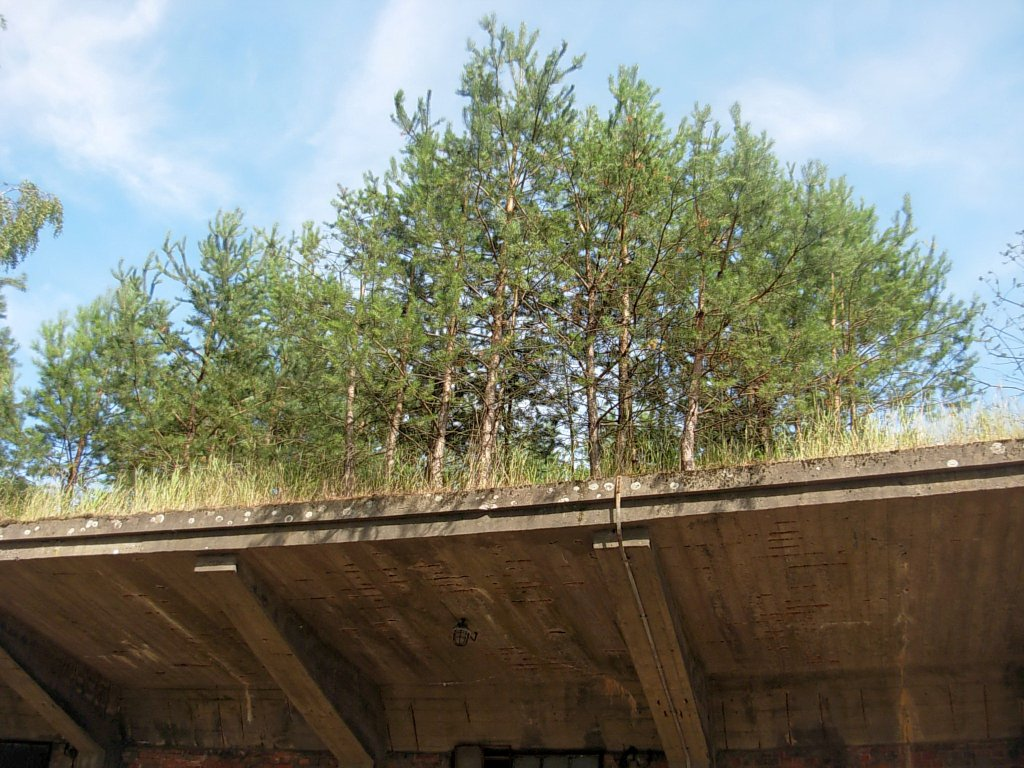
Dachy budynków mają formę koryt; okładano je grubą warstwą gleby i sadzono niskopienny las

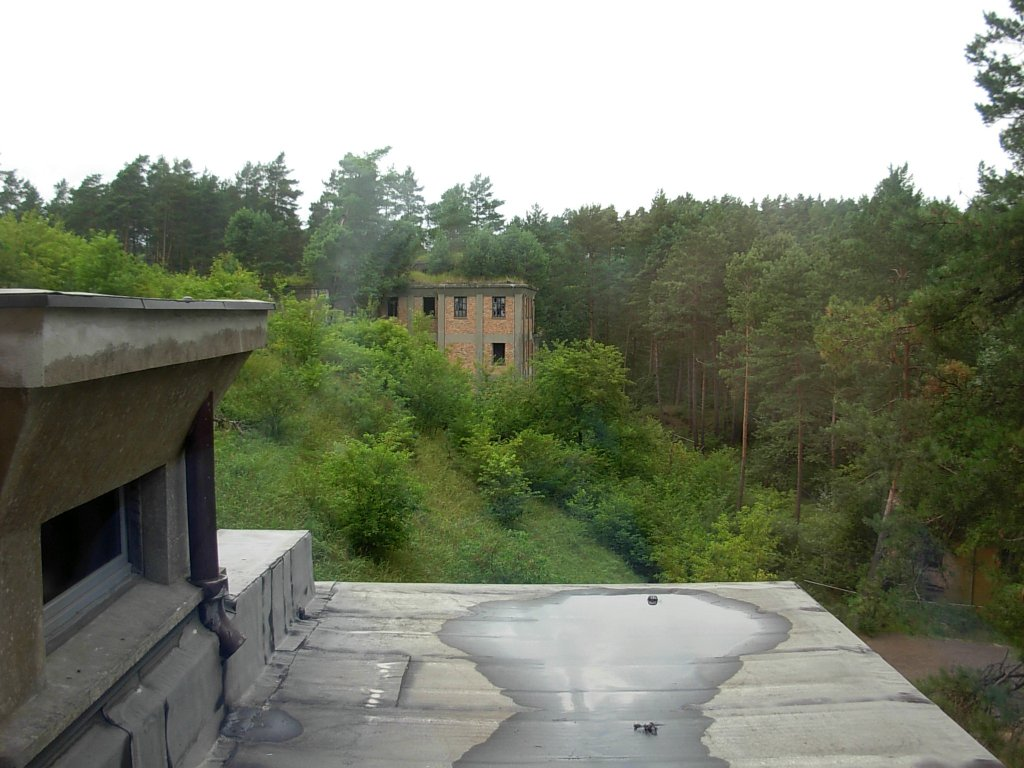
Widok z okna budynku fabrycznego

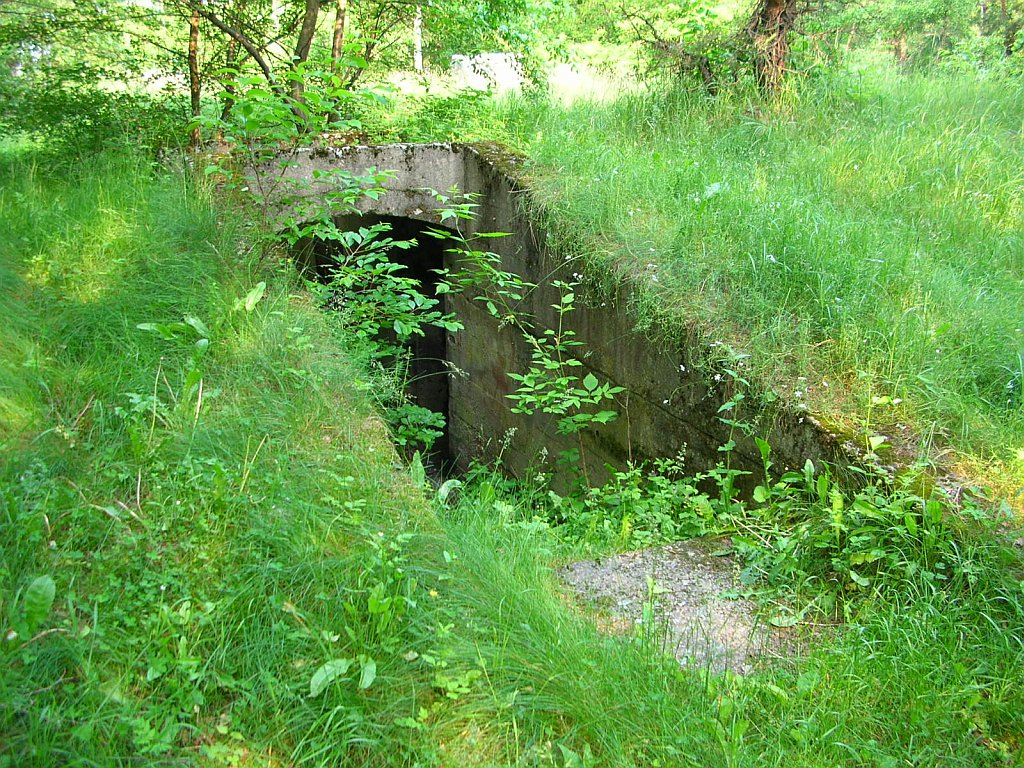
Schron przeciwlotniczy w pobliżu dawnego obozu dla pracowników przymusowych

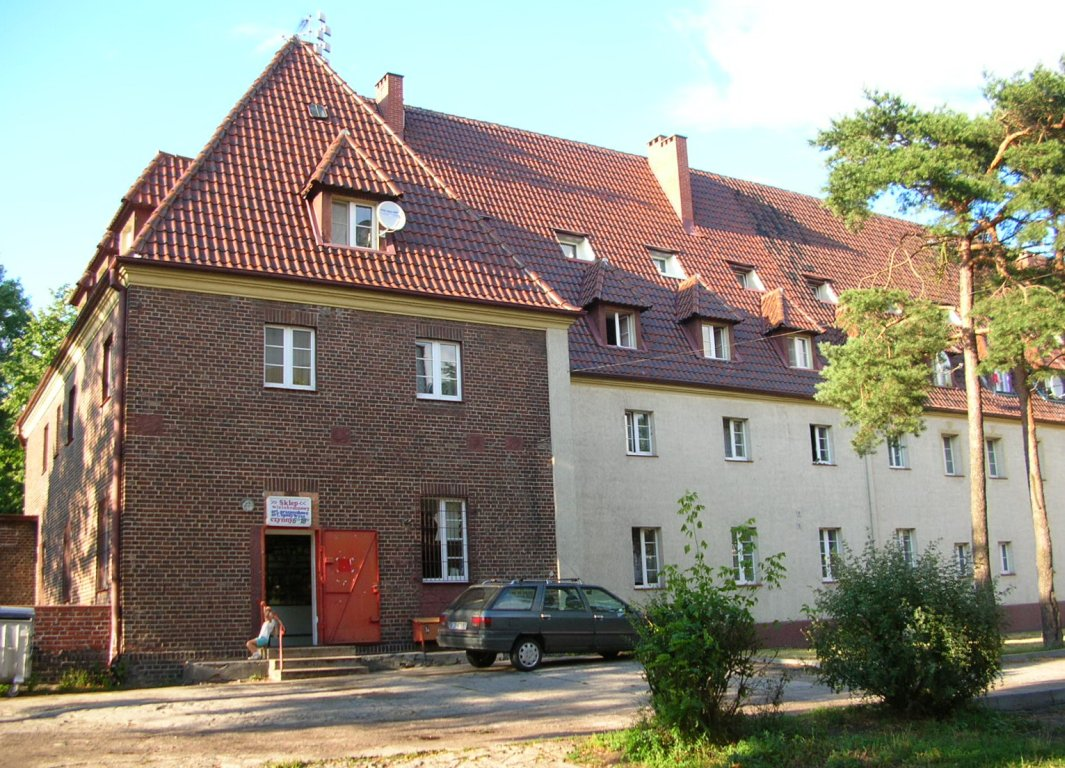
Budynek na osiedlu tzw. Awaryjnym, wzniesiony dla kadry kierowniczej DAG Bromberg

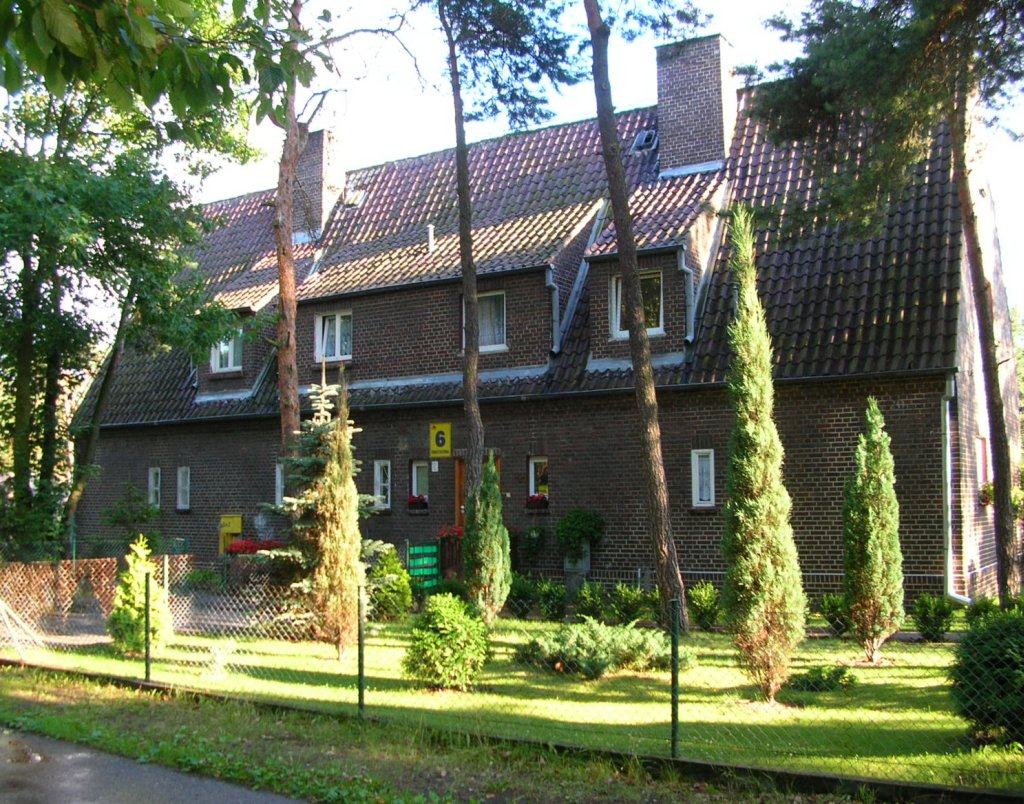
Budynek dla kadry kierowniczej, obecnie dom mieszkalny

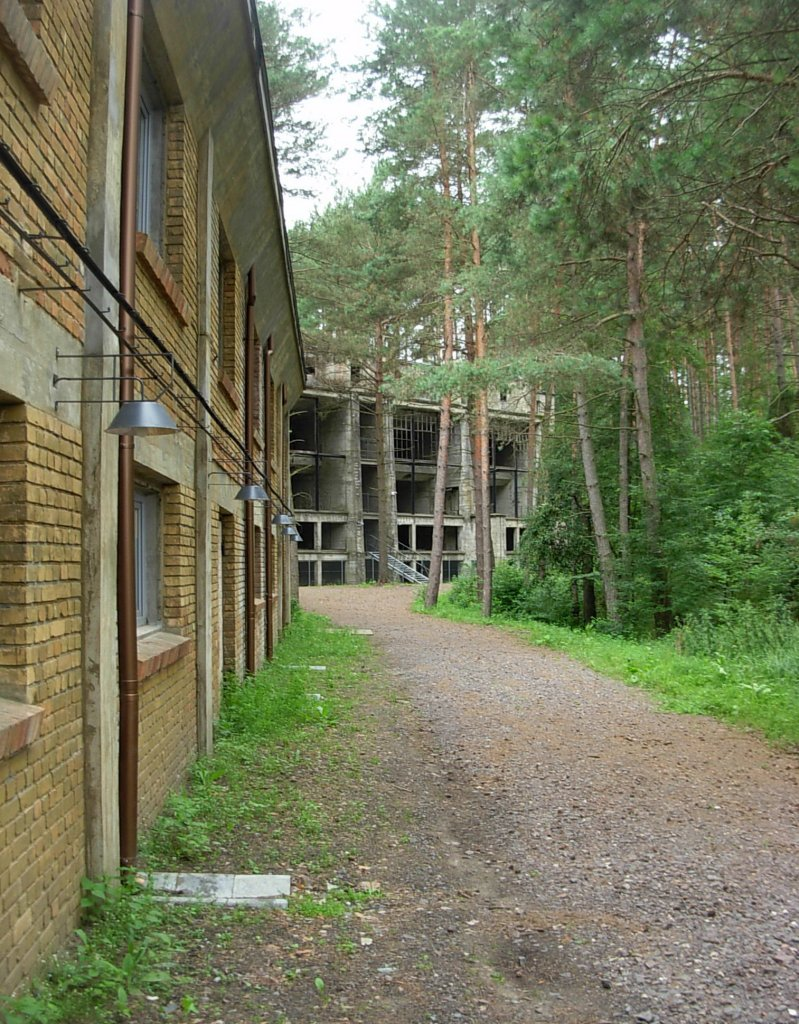
Fragment trasy zwiedzania Exploseum

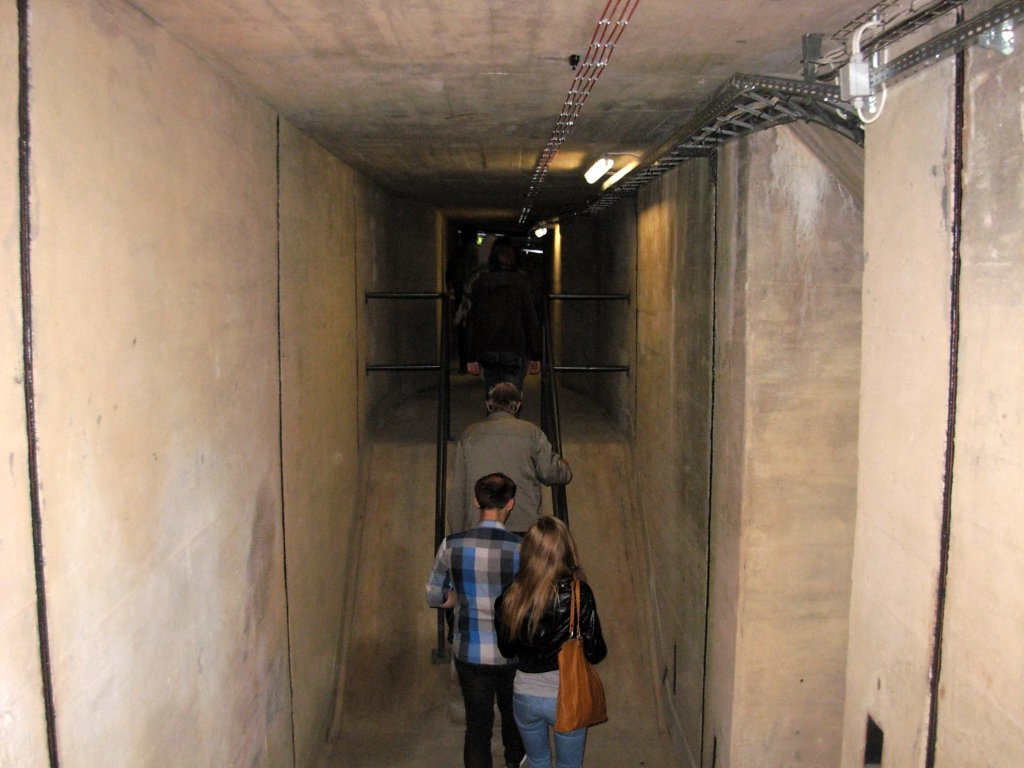
Exploseum – wnętrze tunelu łączącego budynki

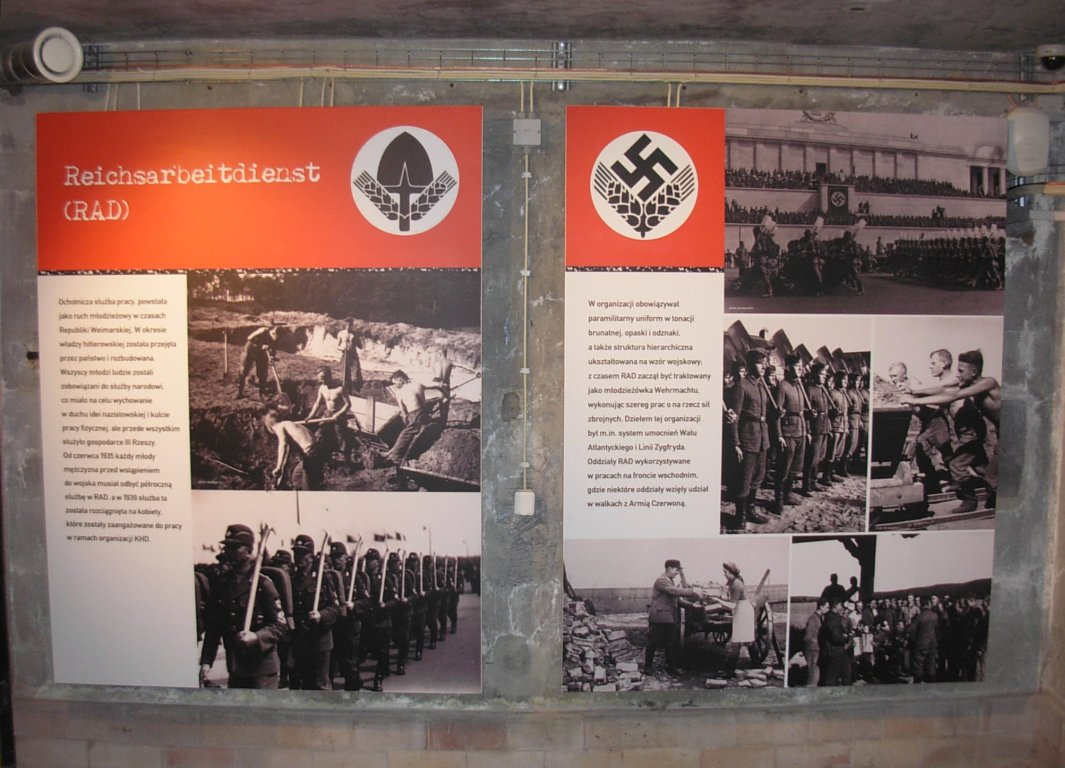
Exploseum – wystawa o Reichsarbeitsdienst

DAG Fabrik Bromberg – druga co do wielkości pod względem powierzchni (po DAG Krzystkowice – 35 km²) fabryka zbrojeniowa koncernu Dynamit Nobel AG w III Rzeszy, istniejąca w latach 1939–1945, zlokalizowana i zamaskowana w Puszczy Bydgoskiej. Zadaniem fabryki była produkcja miotających i kruszących materiałów wybuchowych oraz wypełnianie nimi skorup pocisków i łusek amunicji wojskowej (elaboracja). Budowa fabryki zmieniła całkowicie południowo-wschodnią okolicę Bydgoszczy, wyposażając ją w setki kilometrów dróg, bocznic kolejowych oraz tysiące budynków, służących różnym celom. Jednocześnie zachowane zostało zalesienie oraz separacja tego terenu, służące w czasach wojny maskowaniu, zaś po wojnie – utrzymaniu tajności i bezpieczeństwa prowadzonej tu działalności produkcyjnej chemikaliów i materiałów wybuchowych.
Po 1945 r. tereny pofabryczne i część obiektów zaadaptowały państwowe przedsiębiorstwa chemiczne. W 2004 r. na części obszaru utworzono Bydgoski Park Przemysłowo-Technologiczny, a w 2011 r. w zaadaptowanych ośmiu obiektach (ok. 1% powierzchni pierwotnej fabryki) otwarto Exploseum – skansen niemieckiej architektury przemysłowej z okresu II wojny światowej wraz z podziemną trasą turystyczną oraz Muzeum Zakładów Zbrojeniowych DAG Fabrik Bromberg.

## Położenie i struktura
Fabryka znajdowała się w Puszczy Bydgoskiej, w południowo-wschodniej części obecnego miasta Bydgoszczy. Powierzchnia fabryki wynosiła ok. 23 km². W celach komunikacji wybudowano dziesiątki kilometrów torów kolejowych i bocznic oraz setki kilometrów dróg o nawierzchni z płyt betonowych. Od podstaw wybudowano m.in. ul. Łęgnowską, Nowotoruńską, Hutniczą, Chemiczną, oraz drogi wewnętrzne na terenie dzisiejszego Zachemu.
Zakład dzielił się na dwie części, oddzielone przebiegającą południkowo magistralą węglową Górny Śląsk-Gdynia, na której Niemcy dobudowali drugi tor.
- Część zachodnia (niem. DAG Kaltwasser – Zimne Wody, kryptonim „Torf”) – przeznaczony do wytwarzania prochów strzelniczych i ich półproduktów:
  - NC-Betrieb – produkcja nitrocelulozy;
  - POL-Betrieb – obróbka końcowa prochów bezdymnych – strzelniczych i artyleryjskich z placem prób balistycznych, gdzie testowano każdą partię wyprodukowanych materiałów wybuchowych;
  - NGL-Betrieb – produkcja nitrogliceryny, a po zmieszaniu z nitrocelulozą i osuszeniu – ciasta prochowego;
- Część wschodnia (niem. DAG Brahnau – Łęgnowo, kryptonim „Kohle” – węgiel) – przeznaczony do wytwarzania kruszących materiałów wybuchowych i napełniania nimi pocisków, min i bomb:
  - TRI-Betrieb – produkcja nitrozwiązków, trotylu;
  - DI-B-Betrieb – produkcja dinitrobenzenu, wykorzystywanego m.in. w pociskach V1 wraz z niewielkim poligonem do odstrzałów kruszących materiałów wybuchowych;
  - Füllstelle – elaboracja amunicji, m.in. bomb lotniczych, pocisków artyleryjskich, min lądowych, ładunków saperskich, amunicji małokalibrowej;
  - nieukończony rejon wytwórni kwasu siarkowego – położony na południowo-wschodnim skraju fabryki.

Dwa główne obszary (Kaltwasser i Brahnau) powiązane były ze sobą tylko jedną drogą, która przebiegała wiaduktem ponad magistralą węglową w pobliżu stacji Bydgoszcz Żółwin. Największą powierzchnię zajmowały wydziały: POL-Betrieb oraz TRI DI-B Betrieb. W centralnej (ul. Kliniczna) i północnej części obszaru znajdowały się osiedla mieszkaniowe dla kadry kierowniczej (m.in. zachowane do dzisiaj tzw. os. Awaryjne przy ul. Świetlicowej) oraz strefa obozów barakowych dla pracowników przymusowych (m.in. przy ul. Szpitalnej, Hutniczej).
Południowa część fabryki znalazła się na rozległym polu wydm śródlądowych, które od 1991 r. objęte jest ochroną w Obszarze Chronionego Krajobrazu Wydm Kotliny Toruńsko-Bydgoskiej. Konfiguracja terenu wpłynęła korzystnie na usytuowanie budynków fabryki zbrojeniowej. Doliny rozdzielone piaszczystymi grzbietami zapewniały odizolowanie poszczególnych obiektów, gdzie występowało zagrożenie wybuchowe, a gęste zalesienie borem sosnowym sprzyjało maskowaniu.

## Historia
Fabryka DAG Bromberg powstała w latach 1939–1944 w konsekwencji rozbudowy machiny wojennej III Rzeszy. Kombinat tajnej produkcji prochu i elaboracji amunicji, wzniesiony rękoma robotników przymusowych należał do przedsiębiorstwa Dynamit Aktiengesellschaft (DAG) z centralą w Troisdorfie pod Bonn, którego korzenie sięgają lat 60. XIX wieku i postaci Alfreda Nobla, wynalazcy dynamitu i prochu bezdymnego, a także fundatora Nagrody Nobla.

### Rozwój przedsiębiorstwa Dynamit Aktiengesellschaft

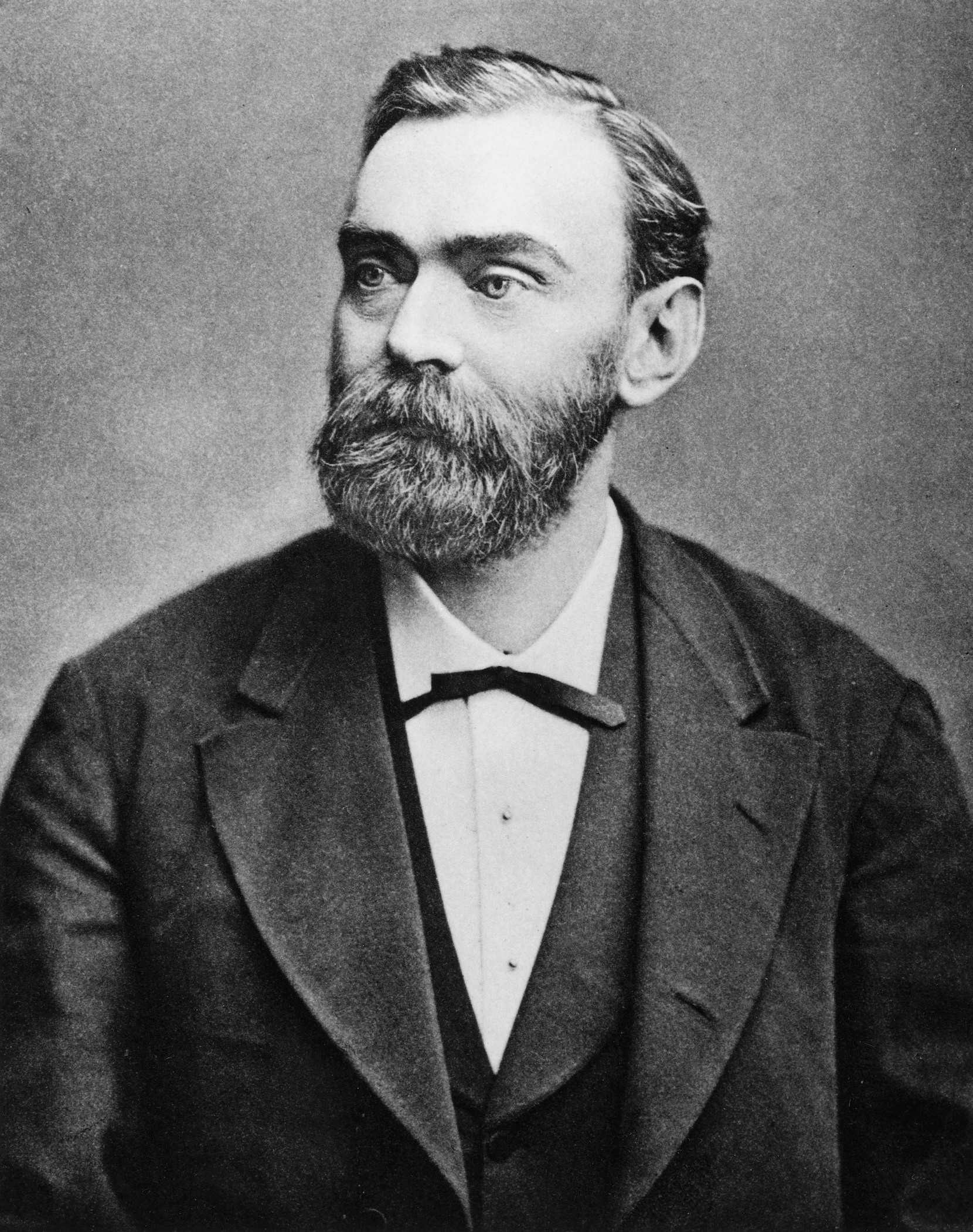
Alfred Nobel

Historia przedsiębiorstwa DAG rozpoczęła się w 1863 roku, kiedy Alfred Nobel opracował metodę produkcji nitrogliceryny na skalę przemysłową. W 1864 r. Nobel wybudował pierwszą fabrykę w Vinterviken k. Sztokholmu, a w 1865 r. rozpoczął ekspansję na rynek europejski. W tym roku stanął pierwszy zakład dynamitu w Niemczech, w dolinie Krümmel pod Geesthacht, 30 km od Hamburga. Do 1875 r. powstało 14 fabryk w dwunastu krajach. W 1876 r. firma została przekształcona w spółkę akcyjną, której nazwa ostatecznie ukształtowała się w postaci: Dynamit-Actien Gesellschaft vormals Alfred Nobel & Co. Hamburg (w skrócie DAG). W chwili śmierci Alfreda Nobla w 1896 r., na świecie działały 93 fabryki, wytwarzające rocznie 67,5 tys. ton materiałów wybuchowych. W 1925 roku, w wyniku połączenia sześciu głównych przedsiębiorstw branży chemicznej, powstało IG Farben – największe przedsiębiorstwo chemiczne na świecie z siedzibą we Frankfurcie nad Menem. Przejęło ono większość akcji DAG.
Najbardziej lukratywny, a jednocześnie najciemniejszy rozdział w dziejach przedsiębiorstwa nastąpił po przejęciu władzy przez nazistów w 1933 r. Na skutek polityki Adolfa Hitlera, od 1935 r. nastąpiła intensyfikacji produkcji zbrojeniowej w Niemczech, a szczególnie znacząca rozbudowa dotyczyła przemysłu materiałów wybuchowych. Większość materiałów wybuchowych i prochu powstającego na potrzeby hitlerowskiej machiny wojennej produkowały koncerny DAG i WASAG oraz ich firmy-córki: Verwertchemie i Deutsche Sprengchemie.
W latach 1939–1945 w III Rzeszy funkcjonowało łącznie 80 fabryk materiałów wybuchowych (w tym 32 należące do DAG-Verwertchemie), 27 fabryk środków bojowych i 241 zakładów produkcji amunicji. Do 1939 roku zakłady lokalizowano wyłącznie na zachód od Odry, a po wybuchu wojny objęto planem rozbudowy również tereny wschodnie. W 1944 roku DAG produkował jedną czwartą ogólnej produkcji środków bojowych III Rzeszy. Do największych zakładów Dynamit AG pod względem produkcyjnym należały fabryki w Allendorfie pod Marburgiem, Hessisch Lichtenau pod Kassel, Krümmel oraz Clausthal-Zellerfeld, zaś areałowo – fabryki w Bydgoszczy i Krzystkowicach k. Nowogrodu Bobrzańskiego. Na obecnych ziemiach polskich oprócz fabryki w Bydgoszczy (10 tys. pracowników, 1000 obiektów) i Krzystkowicach (350 obiektów) znajdują się także pozostałości fabryki należącej do Deutsche Sprengchemie (2,5 tys. zatrudnionych) w Zasiekach nad Nysą Łużycką.
Inwestycje prowadzono z zachowaniem najwyższej klauzuli tajności, stąd często zakłady były określane przez miejscowych mianem fabryki czekolady, pralin, keksów lub tekstyliów.

### Budowa DAG Fabryk Bromberg

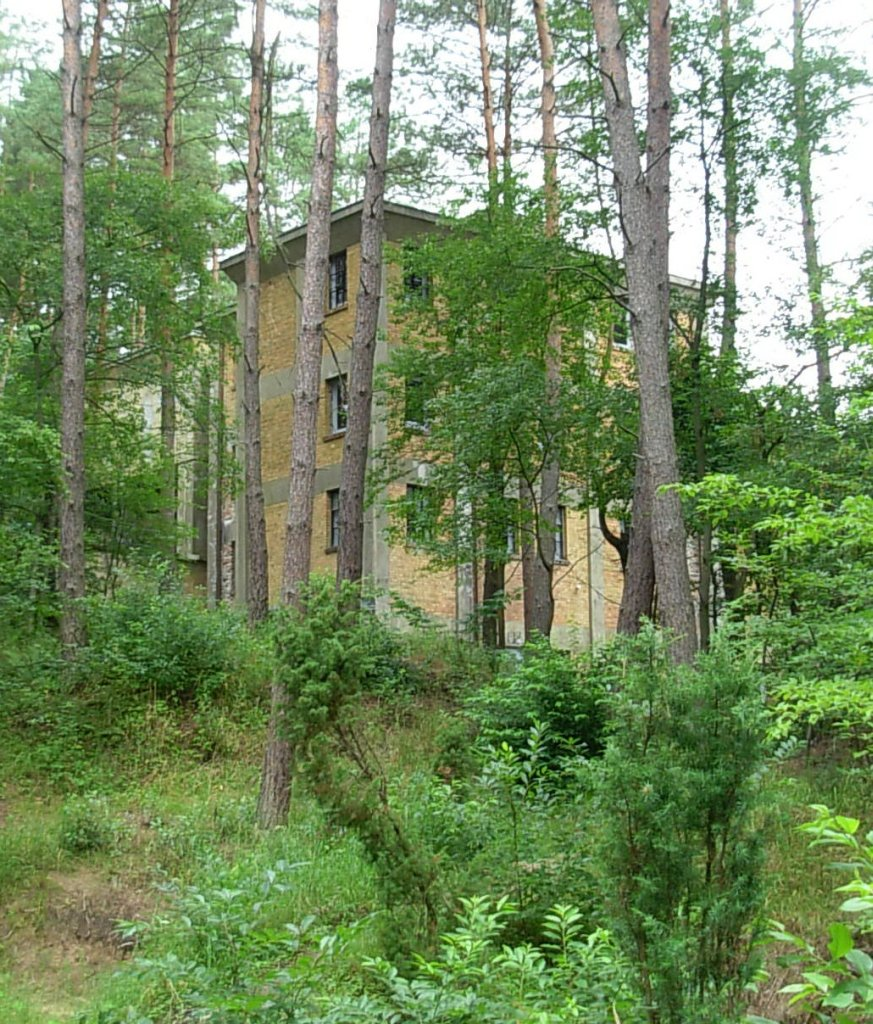
Budynek w strefie NGL-Betrieb – stan z 2011 r.

Zamiar budowy fabryki prochu i materiałów wybuchowych według wytycznych planu zbrojeniowego na tzw. ziemiach wcielonych podjęto w Naczelnym Dowództwie Wojskowym Wehrmachtu (OKH) już we wrześniu 1939 roku. Z trzech analizowanych lokalizacji – okolic Gorzowa, Poznania i Bydgoszczy – wybrano ostatnią, głównie z uwagi na doskonałe warunki maskujące jakie stwarzała Puszcza Bydgoska, bliskość Wisły i obecność linii kolejowych (magistrala węglowa Śląsk-Gdynia, linia Berlin-Królewiec). W latach 1937–1939 polska administracja gospodarcza przygotowała pierwsze tajne projekty fabryki zbrojeniowej na tym obszarze. Niepozbawiona racjonalnych przesłanek pozostaje więc hipoteza określająca, że zakłady DAG Bromberg powstały we wstępnym zakresie na podstawie przechwyconego przez Niemców polskiego planu.
Wkrótce po zajęciu Bydgoszczy przez wojska niemieckie we wrześniu 1939 w lesie blisko podmiejskiego Łęgnowa Niemcy rozpoczęli prace miernicze i przygotowawcze, a w listopadzie 1939 r. budowę 35-kilometrowego ogrodzenia, które objęło obszar leśny w kwadracie ok. 5 × 5 km. Ze względu na rozmiary projektowanego kombinatu powołano dwa biura budowlane DAG – Bauleitung I (część zachodnia) i Bauleitung II (część wschodnia). Prace budowlane i montażowe ruszyły pełną parą w 1940 roku, a już dwa lata później wytwarzano materiały wybuchowe i amunicję do pocisków artyleryjskich. Do końca 1944 roku powstało 1500 budynków, 360 km dróg oraz 40 km torów kolejowych. Główną rolę w przeładunku produkcyjnym spełniała nowo wzniesiona stacja kolejowa Bydgoszcz Emilianowo. Według założeń, fabryka pod Bydgoszczą była największym zakładem DAG-Verwertchemie.
Kompleksowy program budowy obejmował budynki produkcyjne, magazynowe i warsztatowe, schrony, laboratoria, budynki straży pożarnej, ambulatoria, obiekty administracyjne i socjalne, kordegardy, budynki nadzoru, osiedla mieszkalne dla kadry kierowniczej oraz obozy baraków dla robotników przymusowych.
Całość inwestycji posiadała uzbrojenie podziemne oraz napowietrzne. W skład uzbrojenia podziemnego wchodziły sieci: wody przemysłowej, pitnej (25 studni głębinowych), trzech rodzajów kanalizacji (kwaśnej, poprodukcyjnej i obojętnej), kabli wysokiego i niskiego napięcia, sieci telefonicznych i sygnalizacji alarmowej. Linie rurociągów napowietrznych obejmowały: rozprowadzanie pary, kondensatu i wody gorącej, sprężonego powietrza, stężonych kwasów nieorganicznych oraz węglowodorów poddawanych obróbce chemicznej.
Dla potrzeb zasilania zakładów w energię, w 1940 przystąpiono do budowy dwóch elektrociepłowni oraz 2 kotłowni. Największa elektrociepłownia (późniejsza EC III) dysponowała 3 turbozespołami. Węgiel dostarczano z wykorzystaniem pochylni, w których przy pomocy wyciągarek poruszały się wahadłowo wagoniki z paliwem, którym zasypywano bunkry węglowe. Obie elektrociepłownie pracowały nieprzerwanie do stycznia 1945.

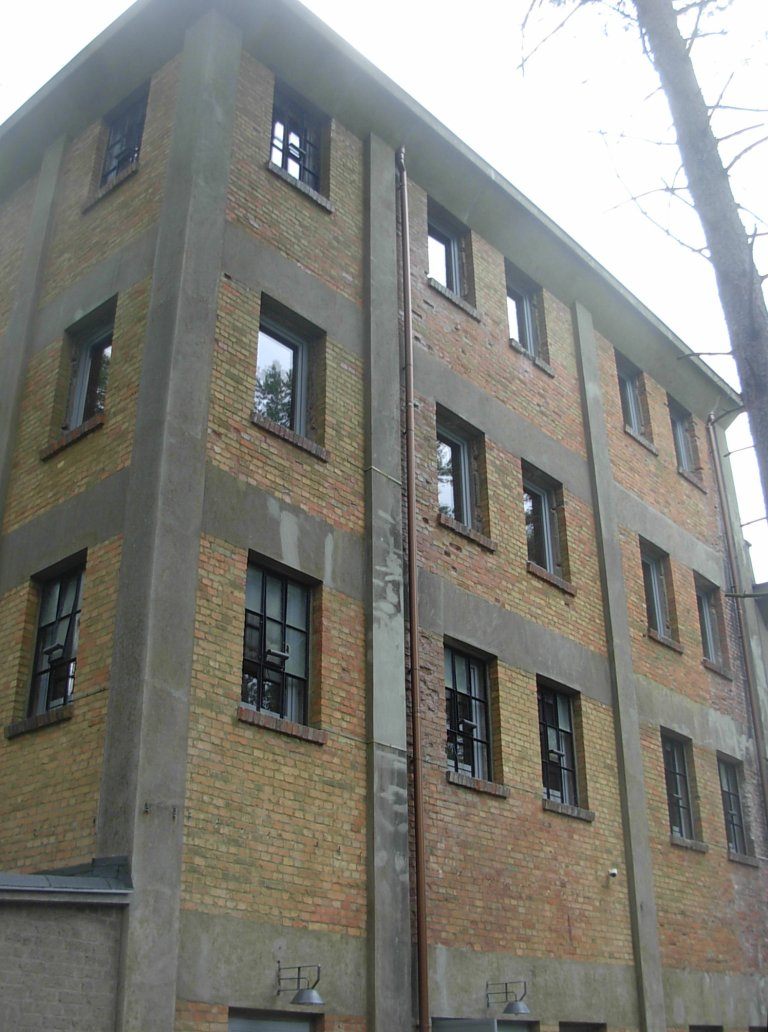
Ceglano-żelbetowa konstrukcja szkieletowa budynków typu bunkrowego

Charakter przestrzenny zakładu wynikał z dążenia do minimalizacji ryzyka i skutków eksplozji. Poszczególne etapy procesów produkcyjnych odbywały się w osobnych, najczęściej niedużych budynkach, zaś powiązania technologiczne pomiędzy nimi zrealizowano za pomocą systemu nadziemnych i podziemnych tuneli. Budynki były sytuowane na różnej wysokości względem siebie, unikano szeregowej zabudowy, a otworów wejściowych nigdy nie umieszczano dokładnie naprzeciwko. Miało to zapobiegać powstaniu reakcji łańcuchowych i niszczeniu linii technologicznych w razie zakłócenia produkcji na którymś z etapów. Dodatkowo stosowano dublowanie linii, aby zwiększyć szanse na zachowanie ciągłości produkcji przy awariach. Do budynków szczególnie zagrożonych wybuchem wprowadzano lekkie ściany wydmuchowe (drewniano-szklane), zaś większość obiektów posiadała konstrukcję szkieletową (ceglano-żelbetową). Dla pracowników przewidziano tunele ucieczkowe, kilkakrotnie załamane, na końcu zaopatrzone w schron.
Ze względów bezpieczeństwa zakłady rozrzucono na znacznej powierzchni i zamaskowano poprzez obwałowanie ziemią, lokalizację w gęstym lesie, stosowanie zadrzewień dachów wszystkich obiektów, malowanie obiektów (w tym dróg i kolei) w kolorze khaki oraz adaptację dróg leśnych na ciągi komunikacyjne. Wiosną 1944 r. zbudowano drewnianą, oświetlaną w nocy makietę fabryki, położoną 2–3 km na południe od zakładów, która miała służyć zmyleniu pilotów w razie ewentualnych nalotów alianckich. W rzeczywistości jedyny nalot odbył się 23 lipca 1944 r. nie powodując większych szkód.
W celu minimalizacji efektów ewentualnego wybuchu, budowano dwa typy budynków: lekkie obwałowane (głównie magazyny prochów) i bunkrowe. Budynki lekkie wykonane były z cegły i otoczone wałem ziemnym. W przypadku wybuchu cały podmuch skierowywany był ku górze. Natomiast budynki typu bunkrowego były budowane na planie czworoboku z trzema ścianami i stropem z grubego żelbetu. Czwarty bok stanowiła ścianka wydmuchowa wykonana z drewna i szkła. Architektura ukształtowana była w taki sposób, żeby skierować podmuch ewentualnej eksplozji na ściankę wydmuchową. Odłamki zatrzymywały się na znajdującym się za ścianką wale ziemnym. Budynki typu bunkrowego w odróżnieniu do typu lekkiego wytrzymywały falę uderzeniową po eksplozji i nie rozpadały się.
Do innych przedsięwzięć związanych z ochroną i bezpieczeństwem zakładów należały m.in.: podział fabryki na strefy dostępne wyłącznie dla skierowanych tu pracowników, szczegółowe regulaminy zakładowe, przepustki, rewizje osobiste (zapobiegające wnoszeniu papierosów, zapałek i przedmiotów metalowych), ogrodzenia i bramy strzeżone dzień i noc. Ochrona zakładu, kontrola pracowników oraz służba przeciwpożarowa podlegały straży zakładowej (niem. Werkschutz). Do ich kompetencji należało także egzekwowanie zakazu kontaktów między Niemcami a robotnikami cudzoziemskimi. Pomimo tych zabiegów, w trakcie produkcji dochodziło do eksplozji, m.in. 21 maja 1943 r. w stacji wypełniania bomb i 12 stycznia 1944 r. w strefie NGL.
W latach 1939–1941 wzniesiono większość (75%) budynków produkcyjnych oraz sieci niezbędnych do działalności zakładu. W latach 1942–1944 uruchomiono sieć wodno-kanalizacyjną oraz postawiono resztę budynków. W 1942 r. opracowano także plany budowy stacji przeładunkowej nad Brdą, kolei linowej doprowadzającej transporty węgla oraz instalacji neutralizującej ścieki, odprowadzane do Wisły. Zamierzenia te stale odkładano ze względów finansowych. Natomiast w 1943 r. na nowo utworzonym poligonie Kabat pod Solcem Kujawskim urządzono strzelnicę do prób amunicji do broni rakietowej.

### Produkty
Głównym produktem i specjalnością DAG Bromberg był proch bezdymny (POL), będący zmodyfikowaną wersją balistytu. Produkowano również nitrocelulozę (NC), nitroglicerynę (NGL), trotyl (TRI) oraz dinitrobenzen (DI-B). W dziale elaboracji (Füllstelle) dokonywano napełniania metalowych skorup pocisków materiałami wybuchowymi. Produktami finalnymi były gotowe do użytku m.in. bomby lotnicze, pociski artyleryjskie, ładunki prochowe.
Początek działalności produkcyjnej zakładów przypada na 1941 rok. W tym roku funkcję dyrektora zakładów objął Adolf Kämpf – doświadczony chemik, absolwent Politechniki w Stuttgarcie, a 1 listopada zakład przejął koncern DAG-Verwertchemie. W 1942 r. ukończono w pełni pierwszą linię produkcyjną prochu bezdymnego, natomiast w 1943 r. założenia dinitrobenzenu i trotylu, denitracji i wypełniania bomb. W tym samym roku oddano do użytku część pierwszej linii nitrocelulozy, połowę strefy nitrogliceryny, elektrownię i maszynownię. W lutym 1944 r. OKH zleciło rozbudowę istniejących oraz budowę nowych linii produkcyjnych do produkcji kruszących materiałów wybuchowych oraz prochów rakietowych: dinitrobenzenu, trinitrotoluenu, heksogenu, nitroguanidyny, kształtek prochowych do broni rakietowej oraz rozdziału i syntezy stężonego kwasu siarkowego. Dopiero w październiku 1944 r. w obliczu zagrożenia zajęcia zakładów przez Rosjan, wstrzymano rozbudowę strefy trotylu, dinitrobenzenu i prochu.
Podczas gdy niektóre elementy kombinatu nie były jeszcze zbudowane, reszta zakładów pracowała z wykorzystaniem surowców i półproduktów przywożonych z Niemiec. Dopiero w 1944 r. kombinat zyskał niemal pełną autonomiczność, sprowadzając jedynie surowce, tj. kwasy, celulozę, glicerynę i inne dodatki. Czyniono wysiłki w celu całkowitego uniezależnienia zakładu poprzez budowę instalacji kwasu siarkowego.
Łączna ilość wyprodukowanego prochu wyniosła w 1942 r. – 1,2 tys. ton, w 1943 – 7,3 tys., a w 1944 r. – 13,7 tys. ton. Produkcję nitrocelulozy podjęto w 1943 roku, produkując w tym roku ponad 2 tys. ton, a w roku 1944 – 7,5 tys. ton. W styczniu 1944 r. podjęto produkcję nitrogliceryny w strefie NGL, zaś strefa produkcji trotylu powstała dopiero w styczniu 1945 r. Brak dokładnych danych o elaboracji amunicji artyleryjskiej, bomb lotniczych i min. Wiadomo jednak, że była to działalność strategicznie istotna. Elaborowano m.in. amunicję do karabinów maszynowych (łuski wytwarzano w bydgoskich zakładach metalurgicznych, m.in. w dawnej fabryce sygnałów kolejowych Fiebrandta przy ul. Grunwaldzkiej, czyli późniejszej Belmie), 250- i 500-kilogramowe bomby lotnicze oraz pociski do sześciolufowego moździerza typu „Nebelwerfer”, które testowano na poligonie w rejonie Kabat pod Solcem Kujawskim. W 1944 r. proch wytwarzany w POL-Betrieb wykorzystywano również przy testowaniu pocisków rakietowych znanych pod kryptonimem „Rheinbote” na obszarze doświadczalnym, położonym pomiędzy Szubinem, a Łabiszynem.
Zdolności wytwórcze bydgoskiej fabryki, według szacunków specjalistów, zaspokajały 5% zapotrzebowania Wehrmachtu na prochy strzelnicze i materiały wybuchowe. Ocenia się, że z dobowej produkcji ciasta prochowego na linii NGL w 1944 r. można było wykonać ładunki miotające w liczbie: 20 mln sztuk amunicji karabinowej, 26 tys. sztuk amunicji artyleryjskiej kalibru 75–88 mm lub 9 tys. sztuk amunicji artyleryjskiej dużego kalibru.

### Zatrudnienie
1 grudnia 1942 roku w fabryce pracowało ok. 10 tysięcy osób, natomiast pod koniec wojny – około 20 tysięcy pracowników, robotników przymusowych oraz jeńców wojennych. Do końca wojny przewinęło się ich 40–50 tysięcy.
Początkowo wykorzystywano miejscową siłę roboczą, później sięgnięto po zamiejscowych oraz jeńców wojennych. Ponad 50% pracowników stanowili Polacy, następnie Niemcy (głównie wykwalifikowani robotnicy z Rzeszy), Rosjanie i Ukraińcy (ok. 3 tys.), Czesi, Włosi, Jugosłowianie, Francuzi i Anglicy, w większości jeńcy wojenni, a także członkowie niemieckich paramilitarnych organizacji młodzieżowych, m.in. Reichsarbeitsdienst (RAD). 15 lipca 1944 roku do zakładów skierowano ponad 1000 Żydówek z KL Stutthof, które pracowały przy elaboracji amunicji oraz pracach wyładunkowych na stacji Bydgoszcz Wschód. W 1944 r. 3 tys. pracowników rekrutowało się spośród więźniów, a 2 tys. – jeńców wojennych 17 narodowości; pozostali pochodzili z naboru lub nakazu Urzędów Pracy.
Na potrzeby zakwaterowania zamiejscowych robotników powstało 18 obozów, złożonych z ponad 100 drewnianych i 150 murowanych baraków (przy ul. Wojska Polskiego, Glinki i Hutniczej). W jednym baraku zamieszkiwało ok. 100 osób, a w barakach więziennych liczba ta była podwojona. W okolicy obozów urządzono 29 dużych schronów przeciwlotniczych, z których każdy mógł pomieścić od 300 do 500 osób. Na terenie fabryki zlokalizowano także obóz karny (niem. Arbeitserziehungslager, od 16 marca 1943) oraz obóz Reichsarbeitsdienst. W listopadzie 1944 r. obozy zamieszkiwało łącznie 5,2 tys. osób.

### Działalność konspiracyjno-sabotażowa polskiego ruchu oporu
W 1940 r. w zakładzie powstał obwód Związku Walki Zbrojnej, kierowany przez Henryka Szymonowicza ps. „Marek”. W okresie marzec-maj 1940 powstało ok. 80 ogniw trójkowych (250 konspiratorów), która podjęły współpracę z grupą jeńców francuskich i angielskich. Brygada polskich elektromonterów opracowała plan sytuacyjny zakładów, zdobyła szereg tajnych dokumentów i przekazała informacje do Komendy Głównej AK. Istotną rolę w działalności ruchu oporu odgrywał również sabotaż. Największą akcją sabotażową i zarazem największym aktem dywersji na Pomorzu była operacja „Krem”, zrealizowana 23 marca 1944 roku. Doprowadziła do wybuchu, w wyniku którego zginęli niemieccy inżynierowie prowadzący prace nad rozwojem fabryki.
Osobnym zagadnieniem jest działalność grupy konspiracyjnej „Darzbór”, działającej w ramach placówki „Zagroda” funkcjonującej przy Leśnictwie Emilianowo, w Puszczy Bydgoskiej. Grupa ta funkcjonowała w Związku Walki Zbrojnej (1939-1942), Armii Krajowej (1942-1945) oraz Zrzeszeniu Wolność i Niezawisłość (1945-1948). Zajmowała się wywiadem na terenie fabryki DAG Bromberg, pomocą jeńcom wojennym, sabotażem na stacji kolejowej Bydgoszcz Emilianowo, ukrywaniem i transferem oficerów RAF oraz działalnością partyzancką.

### Luftmunitionanstalt 1/11 Bromberg
Oprócz DAG Bromberg, na zachodnich obrzeżach Bydgoszczy istniał Zakład Amunicji Lotniczej 1/11 Bydgoszcz – Osowa Góra (niem. Luftmunitionanstalt 1/11 Bromberg). Fabryka ta powstała w 1917 r., a w 1939 r. została przejęta przez niemiecką Luftwaffe. Kilka lat później zbudowano drugą część fabryki o utajnionym charakterze produkcji. Pod względem warunków lokalizacyjnych, zakłady z Osowej Góry spełniały podobne kryteria jak DAG Fabrik Bromberg. Znajdowały się na obszarze gęsto zalesionym, maskującym najważniejsze obiekty militarne. Komunikację zapewniała linia kolejowa Bydgoszcz – Piła, od której dobudowano bocznice z rampami przeładunkowymi. W obrębie zakładu znajdowało się około 100 różnorodnych budynków, betonowych schronów, a na obrzeżach baraki obozowe jeńców wojennych, zatrudnianych przy produkcji zbrojeniowej. W 1941 r. liczba pracowników sięgała 1200 osób. W zakładzie prowadzono elaborację bomb lotniczych, montowano stateczniki i zapalniki elektryczne, a w tajnej części zakładów, które rozbudowano w 1943-1944 – napełniano sprężonym powietrzem pociski rakietowe o promieniu rażenia wybuchem około 2 km.

### Wkroczenie Armii Czerwonej
Produkcję w fabryce kontynuowano do ostatnich dni przed wkroczeniem wojsk radzieckich i polskich. 22 stycznia 1945 r. podjęto decyzję o zatrzymaniu produkcji i ewakuacji niemieckiego personelu. Niemcy nie zniszczyli urządzeń technicznych, lecz zabrali dokumentację techniczną i zdołali wydostać się z miasta. Miasto Bydgoszcz wraz z fabryką DAG zostały zajęte przez wojska II Frontu Białoruskiego w dniach 24–26 stycznia 1945 r.

### Losy powojenne

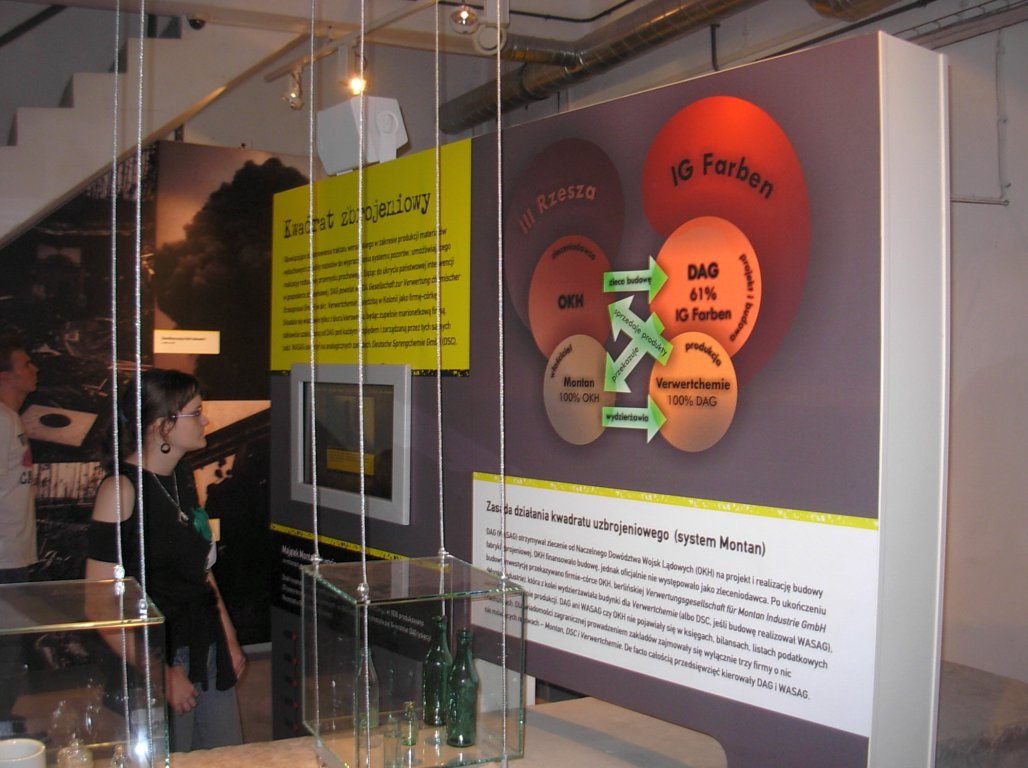
Exploseum – jedna z ekspozycji

Po wojnie na polecenie Komisji Trofeów Wojennych Armii Czerwonej żołnierze radzieccy stopniowo zdemontowali i wywieźli wszystkie urządzenia techniczne do ZSRR. Szacuje się; że ogółem wyjechało od 1,3 tys. do 1,5 tys. wagonów załadowanych wyposażeniem DAG – prawdopodobnie na Ukrainę. Po rozgrabieniu i opuszczeniu fabryki przez wojska radzieckie, obiekty zostały przekazane polskim władzom. 31 sierpnia 1945 r. fabrykę przejął Centralny Zarząd Przemysłu Zbrojeniowego w Warszawie. Żołnierzy radzieckich zastąpiły oddziały Korpusu Bezpieczeństwa Wewnętrznego.
Jeszcze w 1945 r. w obiektach pofabrycznych utworzono Państwową Wytwórnię Prochu w Łęgnowie, zaś w 1948 r. wytwórnie chemiczne nr 9 i 11, które w latach 50. przekształcono w Zakłady Chemiczne „Organika-Zachem”. Wykorzystywały one część istniejącej infrastruktury, a oprócz produkcji cywilnej prowadziły ściśle tajną produkcję materiałów wybuchowych dla armii państw Układu Warszawskiego. Po 14. latach od zakończenia wojny, ze względu na zwiększające się zapotrzebowanie Wytwórni Materiałów Wybuchowych 9 i 11 (przyszłego Zachemu) na parę technologiczną, uruchomiono elektrociepłownię, ogołoconą wcześniej przez Rosjan ze sprzętu. Datę jej otwarcia upamiętniono na zachowanych do dzisiaj płytkach w hali maszynowni. Obiekt zasilał zakłady chemiczne przed wybudowaniem EC II w Łęgnowie. Obecnie opuszczona, od lat nieczynna elektrociepłownia EC III z pełnym wyposażeniem czeka na wyburzenie.
W 1952 r. na terenie zakładu doszło do eksplozji, w wyniku której uległa zniszczeniu część poniemieckiej linii technologicznej. Po 1989 roku jednolity dotąd zakład podzielono na dwa niezależne przedsiębiorstwa: Nitro-Chem w części wschodniej, który nadal prowadził i rozwijał produkcję materiałów wybuchowych, będąc uznanym dostawcą w przemyśle zbrojeniowym i Zachem w części zachodniej.
Większość poniemieckich budynków pofabrycznych stała opuszczona od zakończenia wojny. Tylko niektóre z nich wykorzystywano jako budynki produkcyjne i magazyny. Cały teren był ogrodzony i niedostępny dla osób postronnych. Przez długie lata setki obiektów, połączonych tunelami i zamaskowanych w zalesionym terenie było eksplorowanych w tajemnicy przez miłośników techniki i wojskowości, a cały teren dawnej fabryki otaczała aura tajemniczości.
Jednym z aspektów restrukturyzacji Zachemu było powstanie w 2004 r. na części obszaru Bydgoskiego Parku Przemysłowo-Technologicznego. Rozbudowa BPPT doprowadziła m.in. do szeregu wyburzeń budynków fabryki DAG. Wzrost zainteresowania historią tajemniczych obiektów oraz niebezpieczeństwo całkowitej likwidacji pozostałości fabryki zaowocowała wydzieleniem w 2005 r. dwóch stref opieki konserwatorskiej: POL-Betrieb (linie produkcyjne prochu położone w centralnej części zakładu) oraz NGL-Betrieb (linie produkcyjne nitrogliceryny położone w części południowej). W 2005 roku został złożony w Urzędzie Miasta Bydgoszczy projekt utworzenia podziemnej trasy turystycznej pomysłu Jarosława Butkiewicza oraz Roberta Grochowskiego. W promowaniu trasy turystycznej pomagali również członkowie Bydgoskiego Stowarzyszenia Miłośników Zabytków „Bunkier”. Jesienią 2007 roku Zespół NGL-Betrieb został przejęty przez Muzeum Okręgowe w Bydgoszczy z myślą o zorganizowaniu na tym terenie placówki muzealno-turystycznej. Projekt został dofinansowany kwotą 5 mln zł z Europejskiego Funduszu Rozwoju Regionalnego i zrealizowany w latach 2008–2011. W ośmiu zaadaptowanych budynkach NGL-Betrieb utworzono Exploseum – „Skansen architektury przemysłowej wraz z podziemną trasą turystyczną oraz Muzeum Zakładów Zbrojeniowych DAG Fabrik w Bydgoszczy”. Oferuje on turystom trasę wiodącą tunelami łączącymi budynki DAG. W surowych pomieszczeniach pofabrycznych zorganizowano multimedialne i interaktywne ekspozycje dotyczące historii koncernu DAG, fabryki DAG w Bydgoszczy, wojskowości, uzbrojenia, materiałów wybuchowych, a także pracy przymusowej, ruchu oporu, konspiracji i sabotażu na terenach III Rzeszy. W 2023 r. otwarto też trudniejszą trasę urbexową.
Wiosną 2013, a następnie w 2017 Bydgoski Park Przemysłowo-Technologiczny podjął działania mające na celu wyburzenie objętych ochroną konserwatorską budynków POL-Betrieb (tzw. kręgu walcarek), argumentując, że budynki te są bezużyteczną, a nawet stwarzającą zagrożenie ruiną, nie posiadającą bez urządzeń żadnej wartości historycznej, a dalsza ich ochrona jest bezcelowa i nieopłacalna. Stanowisko to spotkało się z protestem lokalnych stowarzyszeń miłośników zabytków oraz środowisk konserwatorskich, postulujących zachowanie unikatowych w skali Europy obiektów w postaci trwałej ruiny. Pomimo tych protestów, w roku 2018 przystąpiono do wyburzania całego zespołu, które zrealizowano ostatecznie w 2021.
Zachowany do 2018 fragment strefy POL-Betrieb stanowił zwartą, a co ważniejsze kompletną linię produkcyjną prochu, składającą się z 18 stojących w kręgu budynków. Ułożenie takie miało zapewnić optymalizację procesu produkcji. Występują tutaj w sposób modelowy wszystkie typy obiektów wykorzystywanych w produkcji, takie jak walcarki, wyciskarki, gniotowniki, mieszalniki, stacje transformatorowe oraz magazyny. W 5 budynkach zespołu w czasie wojny znajdowały się olbrzymie wyciskarki prochu typu Mamuth. W budynkach tych były umieszczone maszyny przerabiające proch wytworzony w strefie NGL. Produkowano tu ciasto prochowe, które dla zapewnienia równomiernego spalania przy wystrzale, było wielokrotnie walcowane, składane i ponownie walcowane.
W maju 2021 przystąpiono do wyburzania 2 z 6 sześciu historycznych magazynów na 190 ton trotylu, położonych na działce 9/129 o powierzchni ponad 3 ha. Pozostałe cztery magazyny trotylu znajdują się na sąsiedniej działce i również przewidziane są do rozbiórki. Latem 2021 wyburzono z kolei kolumny absorpcyjne służące do odzyskiwania kwasu azotowego, znajdujące się w lesie niedaleko obecnej ul. Hechlińskiego na południe od budynku firmy Boruta-Zachem.